# 蛙石

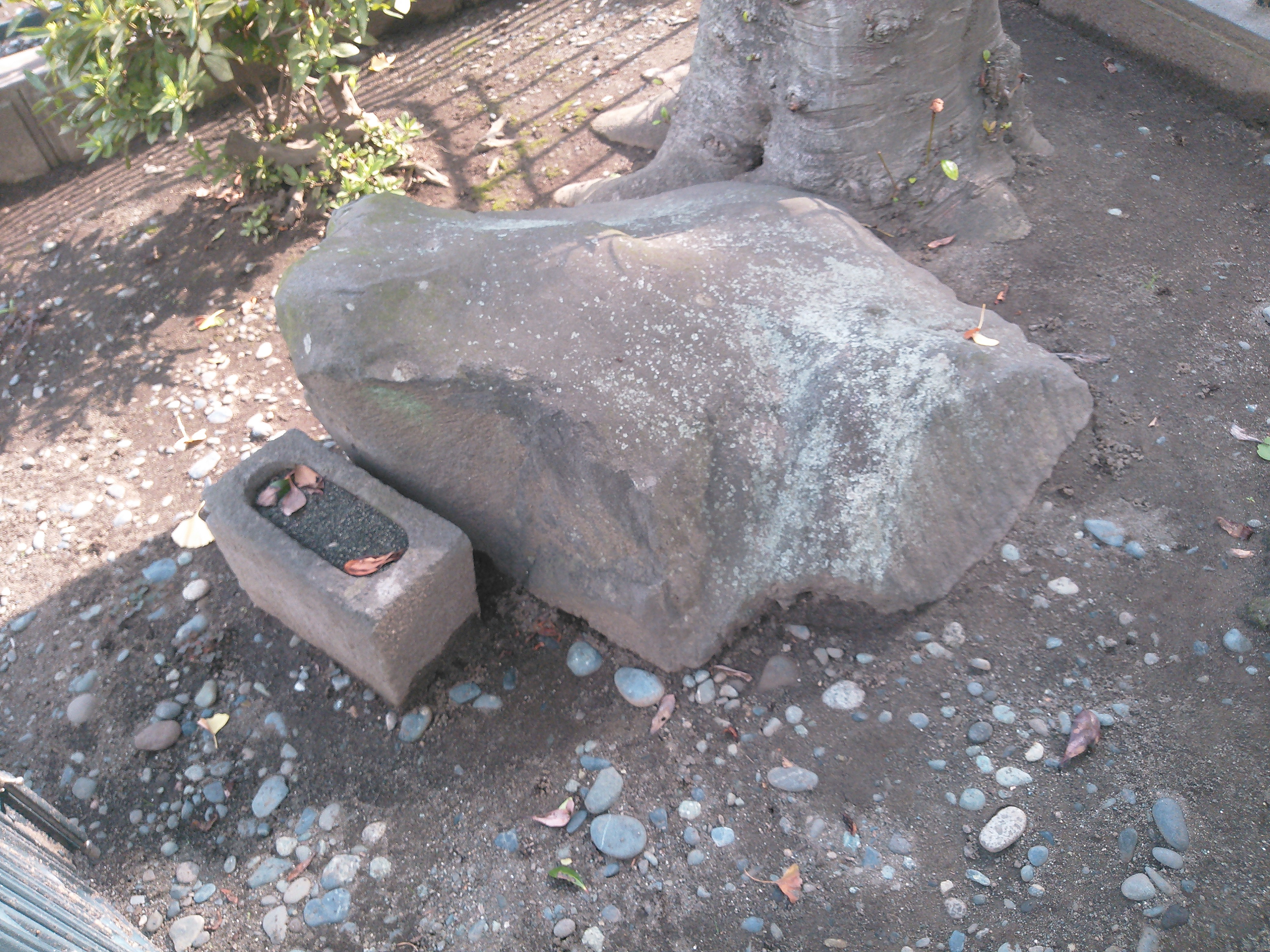
蛙石
（神奈川県小田原市浜町）

蛙石（かわずいし）とは、神奈川県小田原市浜町4丁目35番地にある北条稲荷の末社、およびその御神体の石である。

## 概要
神奈川県小田原市山王の北条稲荷の末社の一つとして、蛙石明神として崇められてきた。蛙石という名称は、その形がカエルに似ているところからきている。大きさは、全長80 cm・幅30 cm・高さ40 cm程度。もともと小田原城内にあった北条稲荷とともに400年ほど前にこの地に移されたとされるが、明治35年の小田原大海嘯においても少しも移動せず、3メートルほど掘り起こしてみても下部に達しなかったことから天然岩盤の露出だと推測される。小田原市の市制50周年記念のときめき小田原夢まつりでは、蛙石鳴き声コンテストが開催された。
- 交通 - JR東海道本線小田原駅より約1.6km。

## 言い伝え
小田原の危機の際には、必ず鳴くといわれており、小田原城落城、江戸時代の2回の震災、明治の小田原大海嘯、大正の関東大震災、昭和の小田原空襲の前夜にも盛んに鳴いたとされる。都路往来にでてくる「蛙鳴くなる小田原の里」は蛙石を指している。